# Ягоєль
Ягоє́ль (рос. Ягоель) — річка в Республіці Комі, Росія, ліва притока річки Когель, правої притоки річки Ілич, правої притоки річки Печора. Протікає територією Троїцько-Печорського району та Вуктильського міського округу.
Річка протікає на південний захід та північний захід. Нижня течія знаходиться на території Вуктильського міського округу.